# Shiji

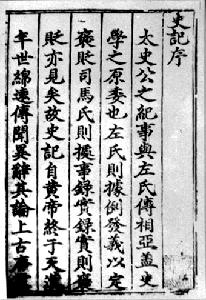
Första sidan ur Shiji

Shiji (traditionell kinesiska: 史記, förenklad kinesiska: 史记, pinyin: Shǐjì), Historikerns nedteckningar, det första av de 24 historieverken, är en historiekrönika över Kinas historia som börjar med kejsare Huang-Di på 2700-talet f.Kr. och sträcker sig till 100-talet f.Kr.. Shiji skrevs av Sima Qian mellan 109 f.Kr. och 91 f.Kr..
Verket sträcker sig över 130 kapitel (bokrullar), varav de flesta är biografier över kejsare och adelsmän. Bland de sista kapitlen finns också ekonomiska essäer och historiska tidslinjer.

## Indelning
- Benji (本紀), 12 kapitel, behandlar framstående regenter mellan Huang-Di och Qin Shi Huangdi (259 f.Kr. - 210 f.Kr.).
- Shijia (世家), 30 kapitel, handlar om adel och tjänstemän under Vår- och höstperioden och De stridande staterna.
- Liezhuan (列傳), 70 kapitel, innehåller biografier över bland andra Laozi, Mozi, Sun Zi, Li Si, Meng Tian, Qin Shi Huangdi och Jing Ke.
- Shu (書), 8 kapitel, avhandlar ekonomi och andra ämnen.
- Biao (表), 10 kapitel, innehåller tidslinjer.

## Källa
1. ↑  Wilkinson (2000), 501-502.

- Wilkinson, Endymion Porter (2000) (på engelska). Chinese history: a manual. Harvard-Yenching Institute monograph series, 0073-084X ; 52 (Rev. and enl). Cambridge, Mass.: Harvard University Press. Libris 5114474. ISBN 0-674-00247-4